# Tetragnatha josephi
Tetragnatha josephi este o specie de păianjeni din genul Tetragnatha, familia Tetragnathidae, descrisă de Okuma, 1988.
Este endemică în Singapore. Conform Catalogue of Life specia Tetragnatha josephi nu are subspecii cunoscute.